# 국경경비대평의회
국경경비대평의회(National Border Patrol Council; NBPC)는 미국 국경경비대의 노동조합이다. 1967년 설립되었으며 미국연방공무원연맹, AFL-CIO에 가맹 중이다.
2016년 미국 대통령 선거에서 공화당의 도널드 트럼프 후보를 공식 지지했다.